# Iacob Pușcaș
Iacob Pușcaș (n. 18 ianuarie 1977) este un deputat român, ales în 2012 în județul Sibiu din partea Partidului Poporului – Dan Diaconescu (PP-DD). În decembrie 2013, a trecut la Uniunea Națională pentru Progresul României (UNPR).